# Taxodium mucronatum
Taxodium mucronatum е вид растение от семейство Кипарисови (Cupressaceae).

## Разпространение
Видът е разпространен в Гватемала, Мексико (Гереро, Гуанахуато, Дуранго, Идалго, Керетаро, Коауила де Сарагоса, Мексико, Мичоакан, Морелос, Наярит, Нуево Леон, Оахака, Пуебла, Сан Луис Потоси, Синалоа, Сонора, Табаско, Тамаулипас, Халиско и Чиапас) и САЩ (Тексас).